# Sèrie Z (cinema)
La sèrie Z en cinema es refereix a les pel·lícules de menys pressupost, en analogia a les de sèrie B, de forma que si les B són de menor qualitat prèvia que els films de sèrie A, els de sèrie Z tenen una categoria inferior. La majoria de pel·lícules dins aquesta categoria es mouen entre el cinema comercial i l'independent i poden ser obres d'aficionats o alternatives dins els estudis. El terme va sorgir als anys 60 amb un to clarament despectiu, ja que la Z està molt més enllà de la B en l'alfabet, per referir-se a pel·lícules no solament barates sinó considerades dolentes, amb un guió pobre. Posteriorment, amb l'auge de les eines per rodar vídeos, moltes obres fetes de manera casolana per ser penjades a la xarxa van adquirir també aquesta etiqueta.
Algunes pel·lícules d'aquesta sèrie corresponen a les considerades pitjors de la història i aquesta primacia els ha revestit d'un caràcter de culte, fregant la paròdia, com Pla 9 des de l'espai.